# Agrotis nivea
Agrotis nivea är en fjärilsart som beskrevs av Caradja 1932. Agrotis nivea ingår i släktet Agrotis och familjen nattflyn. Inga underarter finns listade i Catalogue of Life.